# غوردون موراي (مهندس)
غوردون موراي (بالإنجليزية: Gordon Murray)‏ هو مهندس جنوب أفريقي وبريطاني، ولد في 18 يونيو 1946 في ديربان في جنوب أفريقيا.